# هجوم الضلوعية
هجوم الضلوعية هو هجوم شنته القوات العراقية بمساندة رجال قبائل سنة ورجال ميليشيا شيعة يوم 28 ديسمبر 2014 على بلدة الضلوعية الإستراتيجية، التي يسيطر عليها داعش منذ أشهر. في 30 ديسمبر، ثم حررت المنطقة ورفع عنهم الحصار الذي فرضته قوات داعش على قبيلة الجبور السنية.
وكان الهجوم جزء من حملة أكبر لتطهير محافظة صلاح الدين بالكامل.